# Nina Grudzińska
Nina Grudzińska właśc. Janina Felicja Grudzińska primo voto Gaszyńska, secundo voto Czarnocka (ur. 22 czerwca 1904 w Winnicy, zm. 30 września 1982 w Londynie) – polska aktorka teatralna i filmowa, śpiewaczka.

## Życiorys
Ukończyła polską szkołę handlową w Rumunii. Uczyła się śpiewu u Marii Sobolewskiej, Heleny Zboińskiej i Tadeusza Leliwy. Po uzyskaniu stypendium im. Wołkońskich wyjechała na dalsze studia wokalne do Paryża. Debiutowała w 1926 roku w Bułgarii. Po powrocie do Polski występowała w Katowicach, Poznaniu oraz na scenie prowadzonego przez Sobolewską warszawskiego teatru Music Hall. W latach 1929–1936 była solistką Teatru Wielkiego w Warszawie, gdzie śpiewała partie operowe. Jednocześnie występowała w teatrach rozrywkowych: Morskie Oko (1931-1932), Qui Pro Quo (1932), Teatrze 8:30 (1933), Wielka Operetka (1933-1934), kinie Majestic, kabarecie Femina (1934), operetce Janiny Korolewicz-Waydowej (1935-1936) oraz teatrze Wielka Rewia (1936, 1937-1938). W 1936 roku grała w warszawskim Teatrze Kameralnym. Gościnnie występowała w Sosnowcu i Płocku oraz zagranicą - w Sofii, Belgradzie, Zagrzebiu i Rydze.
Podczas II wojny światowej przez Rumunię przedostała się do Francji. Była kurierką Naczelnego Dowództwa Wojska Polskiego we Francji. Następnie przedostała się do Londynu, gdzie pozostała również po zakończeniu wojny. Na emigracji występowała w polskich ośrodkach kulturalnych w Wielkiej Brytanii. 

## Filmografia
- Puszcza (1932) - Teofila
- Pałac na kółkach (1932) - Nina